# کارلوس تورنت
کارلوس تورنت (اسپانیایی: Carlos Torrent‎؛ زادهٔ ۲۹ اوت ۱۹۷۴) ورزشکار دوچرخه‌سواری پیست اهل اسپانیا است.
وی در مسابقات کشوری و بین‌المللی در مجموع برندهٔ ۲ مدال برنز شده‌است.